# Alala
« Alala » redirige ici. Pour l'oiseau appelé « Alala », voir Corneille d'Hawaï.
Dans la mythologie grecque, Alala (en grec ancien Ἀλαλά / Alalá) est une déesse mineure allégorique, personnifiant le cri de guerre. 

## Étymologie

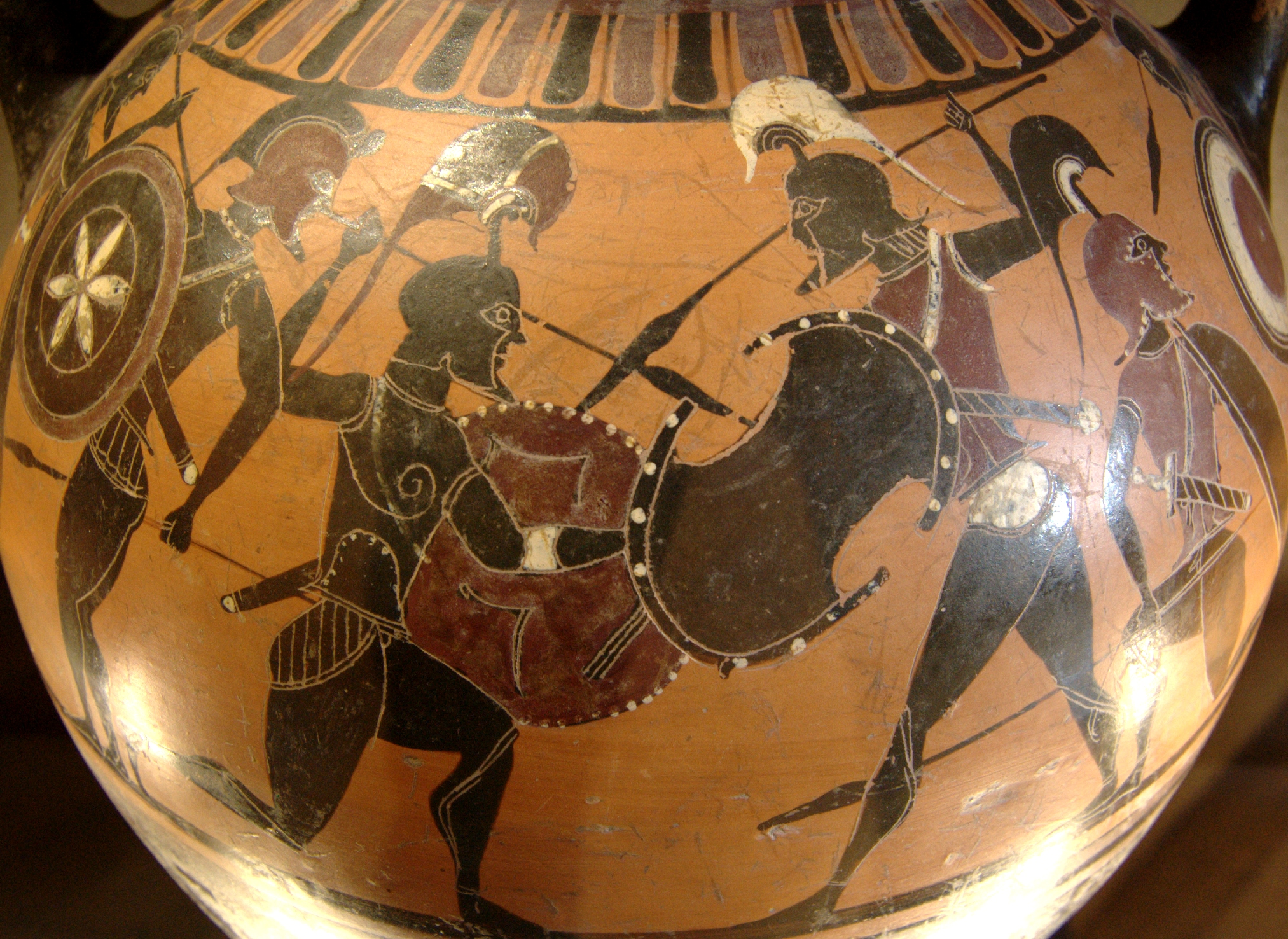
Hoplites grecs sur une amphore athénienne du conservée au musée du Louvre.

Le nom d'Alala vient du grec ancien, de l'onomatopée ἀλαλή / alalḗ (en dorien ἀλαλά / alalá), qui désigne le cri de guerre, en particulier celui poussé au début du combat,.

## Mythe
Selon Pindare, Alala est la fille de Polémos (une personnification de la guerre), et est qualifiée par le poète de « prélude du jeu des lances, à qui les hommes, pour défendre leur cité, font offrande du sacrifice de leur vie »,.

## Usage en tant que cri de guerre
À l'époque classique, notamment durant la guerre du Péloponnèse, les hoplites Athéniens crient « Ἀλαλά » au moment de se lancer dans la bataille. D'après Hésiode, ce cri a une connotation politique pour les Athéniens, car il ressemble au hululement de la chouette, symbole de la déesse Athéna, protectrice de la cité. 

## Postérité

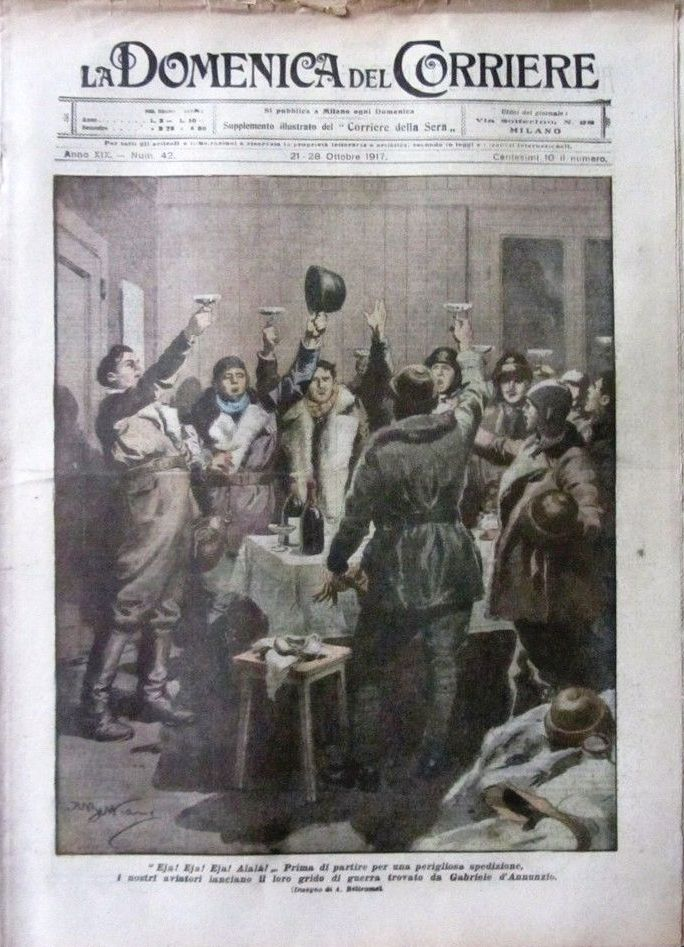
Aviateurs italiens poussant le cri « Eja! Eja! Eja! Alalà! », illustration du journal La Domenica del Corriere d'octobre 1917.

À la fin de la Première Guerre mondiale, Gabriele D'Annunzio promeut l'utilisation du cri de guerre « Eia! Eia! Eia! Alalà! » (ou « Eja! Eja! Eja! Alalà! »), en substitution de l'expression « Hip hip hip hourra », : l'expression anglaise est remplacée par une autre, d'origine grecque et italienne, plus nationale. Il est repris par ses partisans, et rapidement par le mouvement fasciste,, par exemple dans leur hymne officiel Giovinezza[réf. souhaitée]. 

### Sources antiques
1. ↑  (fr + grc) Pindare (trad. Aimé Puech), Isthmiques et Fragments, t. IV, Paris, Les Belles Lettres, coll. « Collection des universités de France », 1961, 398 p. (lire en ligne ), p. 155 .